# Terça menor
Terça menor, na escala musical, é o intervalo existente entre duas notas  que consiste em três semitons, ou um tom e meio. Por exemplo, a terça menor de mi é sol.
A partir de cada uma das doze notas que compõem a música ocidental, podem ser geradas diversas escalas, que têm a função de organizar as notas que funcionam bem juntas na composição de uma música. Na escala diatônica, uma das mais populares, existem oito notas, sendo que a oitava é novamente a nota original. Nessa escala, a partir da primeira nota, chamada de tônica, utiliza-se a fórmula TTSTTTS (Tom, Tom, Semitom, Tom, Tom, Tom, Semitom, ou 1, 1, 1/2, 1, 1, 1, 1/2) para chegar às outras. Dessa forma, a terceira nota está a dois tons da primeira. Essa seria a terça maior. Para se ter a terça menor, basta recuar um semitom, chegando assim a uma distância de um tom e meio. Por exemplo, de acordo com essa fórmula, a escala de G (sol maior) é composta pelas notas G, A, B, C, D, E, F#, G. A terça maior, portanto, é B. Assim, a terça menor, recuando-se meio tom, é Bb.
Notas com função de menor geralmente são consideradas melancólicas ou introspectivas, especialmente a terça menor, embora essa seja uma sensação subjetiva. Exemplos de músicas que empregam a terça menor são "Alguém Cantando" (na frase "Al-guém cantando longe daqui...") e "Baby" (em "Vo-cê precisa saber da piscina..."), ambas de Caetano Veloso.